# Succede anche nelle migliori famiglie
Pour plus de détails, voir Fiche technique et Distribution.
Succede anche nelle migliori famiglie est une comédie à l'italienne réalisée par Alessandro Siani et sortie en 2024.

## Synopsis
Davide Di Rienzo, diplômé en médecine, ne travaille pas comme médecin, se consacrant plutôt au bénévolat à Caritas, car il est subjugué par la figure oppressive et hypercritique de son père, également médecin renommé, qui le considère comme la brebis galeuse de sa famille. À la mort de leur père, Davide et ses deux frères et sœurs, Isabella et Renzo, qui travaillent respectivement comme psychologues et avocats, retournent dans la villa familiale en Sicile, où leur mère Lina, visiblement ébranlée et éprouvée par cette perte, demande à ses enfants de rester avec elle.
Après quelques jours passés dans la propriété familiale, la mère apparaît revigorée et joyeuse, laissant les trois enfants dans un état de confusion et d'incrédulité. L'état d'esprit de la mère s'explique par l'annonce de son mariage imminent avec M. Angelo Cederna, un ancien amour de jeunesse. Les trois frères et sœurs réagissent unanimement contre l'union de leur mère avec Cederna, mais la mère n'écoute pas ses enfants et organise son second mariage. Le jour du mariage, une série de vicissitudes conduisent à la découverte de secrets de famille, bouleversant à nouveau la dynamique familiale entre la mère et les enfants.

## Fiche technique
- Titre original italien : Succede anche nelle migliori famiglie[1] (litt. « Cela arrive même dans les meilleures familles »)
- Réalisateur : Alessandro Siani
- Scénario : Alessandro Siani, Gianluca Ansanelli (it), Fabio Bonifacci (it)
- Photographie : Giovanni Canevari
- Montage : Valentina Mariani
- Musique : Umberto Scipione (it)
- Décors : Chiara Balducci
- Société de production : Italian International Film, Rai Cinema, Bartlebyfilm
- Pays de production :  Italie
- Langue originale : italien
- Format : couleurs - 2,39:1
- Durée : 77 minutes
- Genre : comédie à l'italienne
- Dates de sortie :
  - Italie : 1er janvier 2024

## Distribution
- Alessandro Siani : Davide Di Rienzo
- Cristiana Capotondi : Isabella Di Rienzo
- Euridice Axen : Deborah
- Antonio Catania : Angelo Cederna
- Dino Abbrescia : Renzo Di Rienzo
- Sergio Friscia : U Picciriddu
- Anna Galiena : Mamma Lina
- Lucia Sardo : Filomena
- Adolfo Margiotta : Achille Cederna
- Evelyn Famà : Simona
- Annandrea Vitrano : Rosalia
- Silvia Mazzieri : Irène
- Antonio Orefice : Filippo
- Sebastiano Somma : Raniero Di Rienzo

## Production
Le film a été tourné principalement à Milazzo (notamment près du sanctuaire de Saint Antoine de Padoue (it), de l'aire marine protégée de Capo Milazzo (it), des piscines de Vénus, de la plage de Rinella et de la Villa Paradiso Bonaccorsi) et à Cefalù,.
Le film a été produit par Italian International Film avec Rai Cinema, produit par Fulvio et Federica Lucisano.